# Championnat du Congo de football 1984
Navigation
Saison précédente Saison suivante
La saison 1984 du Championnat du Congo de football est la vingt-deuxième édition de la première division congolaise, la MTN Ligue 1. Les dix équipes sont regroupées au sein d'une poule unique, où chaque équipe affronte tous les adversaires de sa poule deux fois, à domicile et à l'extérieur. En fin de saison, le dernier du classement doit disputer un barrage de promotion-relégation face au 3e de D2.
C’est le CARA Brazzaville, qui remporte la compétition, après avoir terminé en tête du classement final, avec un seul point d’avance sur le tenant du titre, l’Étoile du Congo et sept sur l’Inter Club. C’est le huitième titre de champion du Congo de l’histoire du club.

## Les clubs participants
| - Diables noirs de Brazzaville - Inter Club Brazzaville - Étoile du Congo - CARA Brazzaville - Kotoko Mfoa | - Comirail Makabana - Promu de D2 - AS Cheminots Pointe-Noire - Patronage Sainte-Anne - Vita Club Mokanda - Telesport Brazzaville |

## Compétition

### Classement
Le barème utilisé pour établir le classement est le suivant :
- Victoire : 2 points
- Match nul : 1 point
- Défaite, forfait ou abandon : 0 point

| Rang | Équipe                       | Pts | J  | G | N | P  | Bp | Bc | Diff |
| ---- | ---------------------------- | --- | -- | - | - | -- | -- | -- | ---- |
| 1    | CARA Brazzaville             | 29  | 18 |   |   |    |    |    |      |
| 2    | Étoile du CongoT             | 28  | 18 |   |   |    |    |    |      |
| 3    | Inter Club                   | 22  | 18 |   |   |    |    |    |      |
| 4    | Diables noirs de Brazzaville | 21  | 18 |   |   |    |    |    |      |
| 5    | AS Cheminots Pointe-NoireC   | 20  | 18 |   |   |    |    |    |      |
| 6    | Kotoko Mfoa                  | 18  | 18 |   |   |    |    |    |      |
| 7    | Patronage Sainte-Anne        | 17  | 18 |   |   |    |    |    |      |
| 8    | Telesport Brazzaville        | 15  | 18 |   |   |    |    |    |      |
| 9    | Vita Club Mokanda            | 9   | 18 |   |   |    |    |    |      |
| 10   | Comirail MakabanaP           | 1   | 18 | 0 | 1 | 17 |    |    |      |

|  | Qualification pour la Coupe des clubs champions africains 1985                        |
|  | Participation au barrage de promotion-relégation                                      |
|  | T : Tenant du titre C : Vainqueur de la Coupe du Congo P : Promu de deuxième division |

### Matchs

#### Barrage de promotion-relégation
| Équipe 1         | Résultat | Équipe 2          |
| ---------------- | -------- | ----------------- |
| AC Léopards (D2) | -        | Comirail Makabana |

- L’AC Léopards prend la place du Comirail Makabana parmi l’élite.

## Bilan de la saison
| Championnat du Congo de football 1984    |                             |
| Champion                                 | CARA Brazzaville (8e titre) |
| Coupes et trophées                       |                             |
| Vainqueur de la Coupe du Congo 1984      | AS Cheminots Pointe-Noire   |
| Qualifications continentales             |                             |
| Coupe des clubs champions africains 1985 | CARA Brazzaville            |
| Promotions et relégations                |                             |
| Promus en MTN Ligue 1                    | AC Léopards                 |
| Promus en MTN Ligue 1                    | Elecsport Bouansa           |
| Promus en MTN Ligue 1                    | Petrosport Pointe-Noire     |
| Relégués en MTN Ligue 2                  | Comirail Makabana           |